# Ghiacciaio Holoviak
Il ghiacciaio Holoviak è un ghiacciaio situato sull'isola Alessandro I, al largo della costa della Terra di Palmer, in Antartide. Il ghiacciaio, il cui punto più alto si trova a circa 200 m s.l.m., si trova sul lato meridionale della base della penisola Eroica e da qui fluisce verso ovest per entrare nell'estremità orientale dell'insenatura di Mendelssohn.

## Storia
Il ghiacciaio Holoviak è stato mappato per la prima volta dallo United States Geological Survey grazie a fotografie aeree scattate dalla marina militare statunitense durante il periodo 1967-68 e ad immagini satellitari scattate da un satellite Landsat nel periodo 1972-73. La formazione è stata poi così battezzata dal comitato consultivo dei nomi antartici in onore di Judy C. Holoviak, redattrice tecnica dal 1964 al 1977 della rivista Antarctic Research Series, pubblicata dalla American Geophysical Union.